# Фаті Камель
Фаті Камель Матар Марзук (араб. فتحي كميل مطر مرزوق‎, нар. 23 травня 1955) — кувейтський футболіст, що грав на позиції нападника за клуб «Аль-Кадісія», а також національну збірну Кувейту, у складі якої був володарем кубка Азії 1980 року та учасником чемпіонату світу 1982 року.

## Клубна кар'єра
На клубному рівні грав за команду «Аль-Кадісія». 

## Виступи за збірну
Був гравцем національної збірної Кувейту.
Став володарем домашнього для катарців кубка Азії 1980 року та був учасником чемпіонату світу 1982 року в Іспанії.

## Титули і досягнення
- Переможець Кубка націй Перської затоки: 1974
- Володар Кубка Азії з футболу: 1980
- Срібний призер Кубка Азії: 1976
- Срібний призер Азійських ігор: 1982